# Уинстон (округ, Алабама)
Уи́нстон (англ. Winston County) — округ в штате Алабама, США. Официально образован в 1850 году. По состоянию на 2010 год, численность населения составляла 24 484 человек.

## География
По данным Бюро переписи США, общая площадь округа равняется 1 636,882 км2, из которых 1 587,672 км2 суша и 49,210 км2 или 3,000 % это водоемы.

### Соседние округа
|        | Франклин | Лоренс |  |  |
| Марион | север    | Калмен |  |  |
| Марион | Уинстон  | Калмен |  |  |
| Марион | юг       | Калмен |  |  |
|        | Уолкер   |        |  |  |

## Население
По данным переписи населения 2000 года в округе проживает 24 843 жителей в составе 10 107 домашних хозяйств и 7 287 семей. Плотность населения составляет 16,00 человек на км2. На территории округа насчитывается 12 502 жилых строений, при плотности застройки около 8,00-ми строений на км2. Расовый состав населения: белые — 97,32 %, афроамериканцы — 0,04 %, коренные американцы (индейцы) — 0,46 %, азиаты — 0,13 %, гавайцы — 0,01 %, представители других рас — 0,90 %, представители двух или более рас — 0,81 %. Испаноязычные составляли 1,50 % населения независимо от расы.
В составе 31,80 % из общего числа домашних хозяйств проживают дети в возрасте до 18 лет, 59,60 % домашних хозяйств представляют собой супружеские пары проживающие вместе, 9,10 % домашних хозяйств представляют собой одиноких женщин без супруга, 27,90 % домашних хозяйств не имеют отношения к семьям, 25,60 % домашних хозяйств состоят из одного человека, 11,40 % домашних хозяйств состоят из престарелых (65 лет и старше), проживающих в одиночестве. Средний размер домашнего хозяйства составляет 2,43 человека, и средний размер семьи 2,89 человека.
Возрастной состав округа: 23,70 % моложе 18 лет, 7,90 % от 18 до 24, 28,70 % от 25 до 44, 25,50 % от 45 до 64 и 25,50 % от 65 и старше. Средний возраст жителя округа 38 лет. На каждые 100 женщин приходится 96,00 мужчин. На каждые 100 женщин старше 18 лет приходится 93,50 мужчин.
Средний доход на домохозяйство в округе составлял 28 435 USD, на семью — 32 628 USD. Среднестатистический заработок мужчины был 26 206 USD против 17 760 USD для женщины. Доход на душу населения составлял 15 738 USD. Около 12,90 % семей и 17,10 % общего населения находились ниже черты бедности, в том числе — 21,80 % молодежи (тех, кому ещё не исполнилось 18 лет) и 23,00 % тех, кому было уже больше 65 лет.